# NGC 7437
NGC 7437 је спирална галаксија у сазвежђу Пегаз која се налази на NGC листи објеката дубоког неба.
Деклинација објекта је + 14° 18' 31" а ректасцензија 22h 58m 10,1s. Привидна величина (магнитуда) објекта NGC 7437 износи 13,3 а фотографска магнитуда 14,0. Налази се на удаљености од 29,2000 милиона парсека од Сунца. NGC 7437 је још познат и под ознакама UGC 12270, MCG 2-58-41, CGCG 430-34, PGC 70131.